# Gabriel Salazar
Gabriel Segundo Salazar Vergara (Santiago, 31 de enero de 1936) es un historiador y escritor chileno. Es profesor de la Universidad Metropolitana de Ciencias de la Educación (UMCE) desde 2018.
Ha sido profesor de las facultades de Filosofía y Humanidades, de Ciencias Sociales, de Economía y Negocios y de Derecho en la Universidad de Chile.
Galardonado con el Premio Nacional de Historia 2006, es uno de los más destacados exponentes de la denominada historiografía social-ciudadana chilena.
En la actualidad es miembro de la Facultad de Historia, Geografía y Letras de la UMCE.

## Biografía

### Estudios
Gabriel Salazar estudió la secundaria en el Liceo de Aplicación e ingresó al Instituto Pedagógico de la Universidad de Chile en 1956, donde se tituló de Profesor de Estado de Historia, Geografía y Educación Cívica en 1960, su tesis se titula El historiador y la historiología filosófica, la cual fue supervisada por Héctor Herrera Cajas, de quien fue su ayudante de cátedra en los cursos Teoría de la Historia y Filosofía de la Historia.
Realizó luego las carreras de Filosofía y Sociología y obtuvo los títulos correspondientes en 1963 y 1969 respectivamente. A los 24 años se convirtió en ayudante de cátedra de Mario Góngora, quien tres décadas antes que él recibió el Premio Nacional de Historia de Chile. Militó en el MIR (1970-1979).

### Exilio
Después del golpe de Estado de 1973 encabezado por Augusto Pinochet Ugarte y la junta militar contra el presidente socialista Salvador Allende, fue detenido y conducido a Villa Grimaldi y Tres Álamos, donde fue torturado. Mientras estuvo preso, Salazar desarrolló un curso de historia económica chilena, que después se convertiría en el libro Historia de la acumulación capitalista en Chile. En 1976 fue puesto en libertad y partió al exilio al Reino Unido. 
Gracias a una beca, obtuvo un doctorado en Historia Económica y Social en la Universidad de Hull (1984) con la tesis "Entrepreneurs & Peons in the Transition to Industrial Capitalism.
Chile, 1820-1878".

## Carrera académica
Retornó a Chile junto a su familia en 1985 y ese mismo año publicó su tesis doctoral bajo el nombre de Labradores, peones y proletarios. Participó en Sur Profesionales,, ONG en la que alternó con diversos intelectuales miembros de dicha institución —José Bengoa, Javier Martínez, Eugenio Tironi, Alfredo Rodríguez, entre otros— y se incorporó a la Universidad ARCIS, donde dictó durante muchos años la cátedra de Historia de Chile, dirigió maestría en Ciencias Sociales y fue miembro de su Directorio y Consejo Superior, del que se retiró a mediados de 2006 por discrepancias con los dirigentes. Ese mismo año fue galardonado con el Premio Nacional de Historia de Chile. y pasó a ser director de la carrera de Historia Social en la Universidad Bolivariana, donde permaneció por algunos años.
Salazar se desempeña como profesor de Historia de Chile siglo XIX, Contemporánea y Teoría de la Historia en el Departamento de ciencias históricas de su alma máter, donde imparte también la cátedra de Historia Social de Chile en la Facultad de Derecho y en la de Ciencias Sociales; además, enseña a los estudiantes de Sociología de la Universidad Alberto Hurtado.
Entre sus aportes a la historiografía del país se cuenta haber conformado, junto a María Angélica Illanes, Julio Pinto Vallejos, Sergio Grez y Mario Garcés, entre otros, una corriente de investigación dedicada a estudiar al sujeto popular y los procesos sociales desde el prisma de las clases más bajas de la sociedad. Destacan sus estudios sobre el sujeto popular en el siglo XIX y sus investigaciones sobre los movimientos sociales a través del siglo XX.
Salazar ha participado en diversas actividades y ha ofrecido múltiples entrevistas donde ha planteado ideas que han generado gran controversia, las cuales se suman a las planteadas en su obra académica. Uno de sus detractores dentro de la izquierda es Sergio Grez. En octubre de 2011, encabezó la campaña de un plebiscito ciudadano en apoyo al Movilización estudiantil en Chile de 2011.
Se vio obligado a renunciar a su cargo como profesor titular de la Universidad de Chile luego de acusaciones de machismo y  misoginia por parte profesoras y ayudantes. A fines de 2016, Salazar había defendido a su amigo Leonardo León, académico de la Universidad de Chile que había sido desvinculado luego recibir numerosas denuncias por acoso a alumnas. En la ocasión declaró: "Yo no sé si un acoso estúpido da para la pérdida que se produjo por esto [la destitución de León]. En la balanza es donde hay que ver". Meses después volvió a abrir el caso frente a un auditorio, en donde fue registrado diciendo:

Le hizo una invitación oral en un bus a una niña a la que estaba protegiendo [...] Este hecho provocó en la Chile una verdadera psicosis colectiva. La gente lloraba, gritaban [...] los vi yo en el patio de la universidad. Reclamaron contra este profesor de una manera tal que... repito, él no violó ni violentó. Hizo una invitación absurda, ridícula, a una niña que además era transexual o lesbiana

Esta última declaración propició una funa a Salazar mientras este presentaba un libro del publicista Jorge Baradit. Profesoras y alumnas lo acusaron de "machista insolente, que usaba un lenguaje violento para calificar a las mujeres y que ignoraba los abusos que se cometían con las mujeres". Ese mismo año, León era formalizado por el delito de abuso y violación contra su hija mientras esta tenía entre 6 y 15 años. El 6 de abril de 2018, el Tribunal Oral de lo Penal de Viña del Mar lo declaró por unanimidad culpable de abuso sexual reiterado contra una menor de edad (su hija) y el 11 del mismo mes dictó la sentencia que lo condena a 9 años de prisión efectiva.
En 2019, y durante un charla en Renca, Salazar recordó el hecho, ratificando su defensa a León. Se refirió sobre él como: 

Un gran historiador chileno de izquierda, fue alumno, fue discípulo mio [...] Ustedes saben lo que le pasó. Lo acusaron de dos cosas: uno, que él acosó... no violó, acosó, a una niña de la universidad. Y después se le acusó de él con su mujer haber abusado, aunque no sé que significa mucho [sic], de su hija ¿qué hago yo frente a una persona de esas características?" [...] Lo único que pido, es que tiene que ser un juicio racional, no podemos incurrir en un linchamiento, que es condenar a alguien sin juicio. No podemos incurrir en los que hizo la inquisición con los que no pensaban igual que la Iglesia, o lo que hacía Stalin con sus opositores, que los condenaba y fusilaba sin juicio.
Gabriel Salazar, en Unión Popular de Renca, 2017.

## Estilo historiográfico

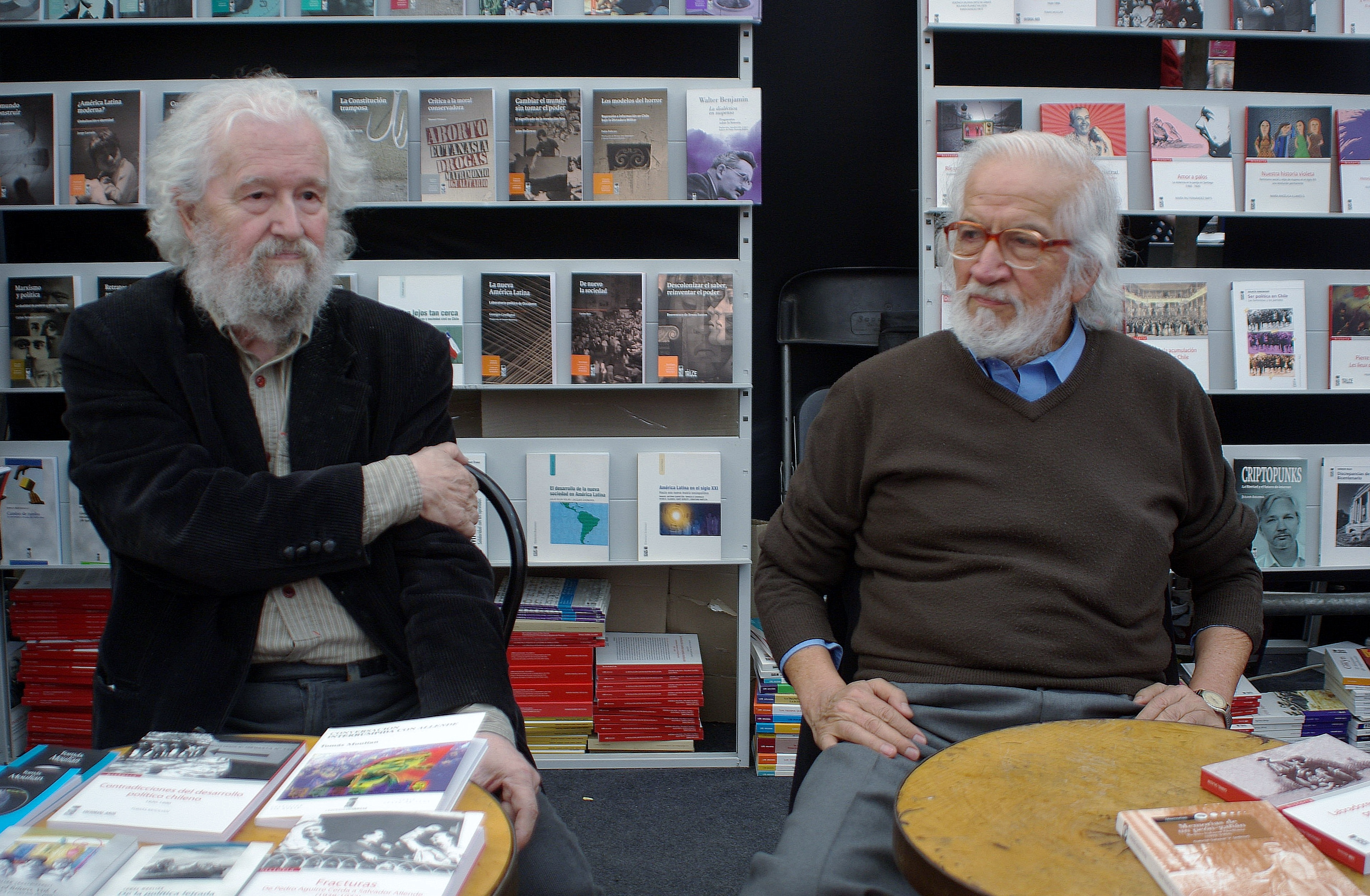
Con Moulian en el stand de LOM en la FILSA 2015

Gabriel Salazar es uno de los fundadores de la corriente historiográfica llamada la Nueva Historia Social, que surgió en Inglaterra entre especialistas en el exilio y cuya principal herramienta teórica es un marxismo hegeliano vinculado a la escuela historiográfica del británico E. P. Thompson. Esta corriente historiográfica revisionista, en cuyos orígenes estuvo también Leonardo León, pretende descubrir y reconstruir el proyecto político popular, del que serían portadores no el clásico proletariado industrial sino las masas desplazadas y explotadas. Según su enfoque, éstas, a partir de su principal riqueza, la solidaridad, han ido construyendo un proyecto propio de país, que una y otra vez alcanza importantes grados de maduración, pero es sistemáticamente reprimido por la oligarquía librecambista (Batalla de Lircay 1829 y Constitución de 1833 frente al proyecto federal, pipiolo y artesano productivo) o por la mesocracia nacional desarrollista (Código del Trabajo y Constitución de 1925 frente al movimiento sociocrático asambleísta) o por ambas (Burocracia gubernamental de la Unidad Popular y Golpe Militar de 1973 frente a los embriones del poder popular (1972-1973).
Junto a otros investigadores, ha promovido iniciativas para incorporar una reflexión histórica en coyunturas decisivas, como cuando se produjo el arresto de Augusto Pinochet en Londres. Junto a Sergio Grez, Armando de Ramón, Leonardo León y otros, ayudó a redactar el Manifiesto de Historiadores en 1999.

## Obras

### Libros
- Expoliación política de la ciudadanía en Chile, Debate, Santiago, 2025.
- Recabarren. Drama político: Deliberación, soberanía, tragedia en colaboración con Nelda Muray, Ceibo Ediciones, Santiago, 2023.
- La gran alameda de la soberanía popular (Testamento político de un historiador), Ceibo Ediciones, Santiago, 2023.
- La porfía constituyente, Ceibo Ediciones, Santiago, 2022.
- Historia del trabajo y la lucha político-sindical en Chile (Hitos fundamentales), en colaboración con Isidora Salinas y Guillermo "Guillo" Bastías (Ilustrador), LOM, Santiago, 2021.
- Acción Constituyente. Un texto ciudadano y dos ensayos históricos, Tajamar Editores, Santiago, 2020.
- El ejército de Chile y la soberanía popular. Ensayo histórico, Debate, Santiago, 2019.
- Historia del Municipio y la soberanía comunal en Chile (1820-2016), Universitaria, Santiago, 2019.
- Los caminos del pueblo. Reflexiones de prisión y exilio sobre política revolucionaria en Chile, 1976-1984, Universitaria, Santiago, 2017.
- Voces profundas. Las compañeras y compañeros “de” Villa Grimaldi, volumen II, LOM, Santiago, 2017.
- El Poder nuestro de cada día. Pobladores. Historia. Acción popular constituyente. LOM, Santiago, 2016.
- Dispositivo Histórico para Asambleas Populares de base que se proponen desarrollar su Poder Constituyente, Ediciones CTIT, Santiago, 2015. ISBN 978-956-358-965-8.
- La enervante levedad histórica de la clase política civil (Chile, 1900 -1973), Penguin Random House Grupo Editorial, Santiago, 2015
- Villa Grimaldi (Cuartel Terranova). Historia, testimonio, reflexión, LOM, Santiago, 2013
- Movimientos sociales en Chile, trayectoria histórica y proyección política. Santiago: Uqbar editores, Santiago, 2012
- Dolencias históricas de la memoria ciudadana (Chile, 1810 - 2010), Editorial Universitaria, Santiago, 2012
- En el nombre del poder popular constituyente (Chile, siglo XXI), LOM, Santiago, 2011.
- Patriciado mercantil y liberación femenina (1810-1930), SERNAM, Santiago, 2010.
- Diego Portales. Monopolista, sedicioso, demoledor, Colección Grandes de Chile, Editorial Usach, Santiago, 2010
- Del poder constituyente de asalariados e intelectuales (Chile, siglos XX y XXI), LOM, Santiago, 2009
- Mercaderes, empresarios y capitalistas (Chile, siglo XIX), Sudamericana, Santiago, 2009
- Memorias de un peón-gañán Memorias de Benito Salazar Orellana; Gabriel Salazar (editor); LOM, Santiago, 2008
- Ser niño "huacho" en la historia de Chile (siglo XIX), LOM, Santiago, 2006
- La violencia política popular en las "Grandes Alamedas", LOM, Santiago, 2006
- Construcción de Estado en Chile (1800-1837). Democracia de los "pueblos". Militarismo ciudadano. Golpismo oligárquico, Editorial Sudamericana, Santiago, 2005
- Ferias libres: espacio residual de soberanía ciudadana (reivindicación histórica), en colaboración con Luis Bahamondes, Marcela Soto, Waldo Vila;  Ediciones Sur, Santiago, 2003
- La historia desde abajo y desde dentro, Facultad de Artes, Universidad de Chile, 2003 (Taurus, Santiago, 2017; elimina dos ensayos de la obra original para agregar otros dos)
- Historia de la acumulación capitalista en Chile (apuntes de clase), LOM, Santiago, 2003
- Historia contemporánea de Chile, en colaboración con Julio Pinto, 5 tomos; LOM, Santiago, 1999-2002
- La sociedad civil popular del poniente y sur de Rancagua, Ediciones Sur, Santiago, 2000
- Manifiesto de Historiadores, en colaboración con Sergio Grez, LOM, Santiago, 1999
- Autonomía, espacio y gestión, en colaboración con Jorge Benítez; LOM Ediciones, Santiago, 1998
- El empresariado industrial en Chile: liderazgo nacional y conducta histórica, 2 tomos, Conicyt, 1998
- Las avenidas del espacio público y el avance de la educación ciudadana, Universidad Arcis, Santiago, 1996
- Violencia política popular en las grandes alamedas: Santiago de Chile 1947-1987 (una perspectiva histórico popular), en La violencia en Chile, volumen 1, Ediciones Sur, Santiago, 1990
- Labradores, peones y proletarios: formación y crisis de la sociedad popular chilena del siglo XIX. Ediciones Sur, Santiago, 1986; LOM Ediciones, Santiago, 2000

### Artículos
- (2006) Transición ciudadana: de la autojusticia estatal al tribunal de la historia (Chile, siglo XXI), en Cuadernos de Historia, n.º 25, Universidad de Chile, Santiago.
- (2005) La educación popular en el Chile de hoy, en Edgardo Álvarez (ed.), Movilizando sueños. Encuentro nacional de Educación Popular. Santiago, ECO, PIIE, Canelo de Nos: 34-59.
- (2005) Ricardo Lagos, 2000-2005: Perfil histórico, trasfondo popular, en Fazio, Hugo et. al., Gobierno de Lagos: balance crítico, LOM, Santiago: pp. 71-93.
- (2004) Cultura de masa y cultura popular en Chile, 1950-2000: del fordismo al neoliberalismo, en "Los proyectos y las realidades: América Latina en el siglo XX", Pontificia Universidad Católica de Valparaíso, Ediciones Universitarias de Valparaíso.
- (2003) La larga y angosta historia de la solidaridad social bajo régimen liberal: (Chile, siglos XIX y XX), en Cuadernos de historia, n.º 23, Universidad de Chile, Santiago.
- (2003) Transformaciones del Sujeto Social Revolucionario: Desbandes y Emergencias, en Actuel Marx, n.º 1. Santiago: Editorial Arcis-LOM Ediciones.
- (2003) Democratización de la sociedad chilena, en Proposiciones, n.º 33. Santiago: Ediciones Sur.
- (2001) Fondo público y trasfondo histórico de la capacitación e innovación tecnológica en Chile: la perspectiva de los actores (1976-1997), en Proposiciones, n.º 32. Santiago: Ediciones Sur.
- (2001) Proyecto y exclusión: dialéctica histórica de la desconfianza en Chile, en "Confianza social en Chile: desafíos y proyecciones", Ministerio Secretaría General de Gobierno. División de Organizaciones Sociales, Santiago.
- (2001) Fondo público y trasfondo histórico de la capacitación e innovación tecnológica en Chile: la perspectiva de los actores (1976-1997), en Proposiciones, n.º 32. Santiago: Ediciones Sur.
- (2000-2001) Dialéctica inconclusa del espacio público en Chile (1830-2000), en Revista Derecho y Humanidades, n.º 8, Universidad de Chile, Santiago.
- (1999) Ciudadanía e historia oral: vida, muerte y resurrección, en Proposiciones, n.º 29. Santiago: Ediciones Sur.
- (1999) Discusión de los planteamientos, en Revista de Psicología, n.º 2, Universidad de Chile, Santiago.
- (1999) Raíces históricas de la violencia en Chile, en Revista de Psicología, n.º 2, Universidad de Chile, Santiago.
- (1999) La mujer popular en los '90: trabajo, memoria, ciudadanía (Taller de Historia Social), en Nomadías. Serie Monográfica, n.º 1.
- (1999) Dos ángulos de la historia, en colaboración con María Angélica Illanes y Sergio Villalobos R., en Cuadernos de Historia, n.º 19, Universidad de Chile, Santiago.
- (1998) Ciudadanía e historia oral: vida, muerte y resurrección, en Proposiciones, n.º 28. Santiago: Ediciones Sur.
- (1998) Editorial, en Proposiciones, n.º 28. Santiago: Ediciones Sur.
- (1998) De la participación ciudadana: capital social y capital social variable (explorando senderos trans-liberales), en Proposiciones, n.º 28. Santiago: Ediciones Sur.
- (1997) Descentralización y sinergia histórica local: fracasos y desafíos, en Cyber Humanitatis, n.º 4, Universidad de Chile, Santiago.
- (1996) Estado, sociedad civil y agencias de desarrollo: desafíos y perspectivas, P.A.S. Informe, Santiago.
- (1996) Investigadores jóvenes de los 60 e investigadores jóvenes de los 90: ¿a dónde va la diferencia?, en Proposiciones, n.º 27. Santiago: Ediciones Sur.
- (1996) Tendencias trans-liberales del movimiento ciudadano en Chile (1973-1996), en "Organizaciones sociales y transición democrática en América Latina", México.
- (1995) Del modelo neoliberal en Chile: la difícil integración entre los pobres, los intelectuales y el poder (1989-1995), PAS, Santiago.
- (1994) Dialéctica de la modernización mercantil: intercambio desigual, coacción, claudicación (Chile como West Coast, 1817-1843), en Cuadernos de historia, n.º 14, Universidad de Chile, Santiago.
- (1994) Construcción de Estado en Chile: la historia reversa de la legitimidad, en Proposiciones, n.º 24. Santiago: Ediciones Sur.
- (1994) Modernización ¿definitiva? y debate histórico-social en Chile, en Proposiciones, n.º 24. Santiago: Ediciones Sur.
- (1992) Los límites históricos de la modernidad (neo) liberal en Chile, en Cuadernos de historia, n.º 12, Universidad de Chile, Santiago.
- (1992) La mujer de "bajo pueblo" en Chile: bosquejo histórico, en Proposiciones, n.º 21. Santiago: Ediciones Sur.
- (1991) La perspectiva popular: ¿Hipóstasis metafísica, callejón sin salida, o "no será tiempo de hacer algo"?, en Proposiciones, n.º 20. Santiago: Ediciones Sur.
- (1991) Empresariado popular e industrialización: la guerrilla de los mercaderes (Chile, 1830-1885), en Proposiciones, n.º 20. Santiago: Ediciones Sur.
- (1991) The History of Popular Culture in Chile. Different Paths, en "Popular Culture in Chile. Resistance and Survival Boulder, Westview Press.
- (1990) Penas de amor de un "rotoso estudiante" (Santiago de Chile, 1715-1730) Anónimo, (compilador), en Proposiciones, n.º 19. Santiago: Ediciones Sur.
- (1990) Ser niño "huacho" en la historia de Chile (siglo xix), en Proposiciones, n.º 19. Santiago: Ediciones Sur.
- (1990) Chile, historia y "bajo pueblo", en Proposiciones, n.º 19. Santiago: Ediciones Sur.
- (1987) Los dilemas históricos de la auto-educación popular en Chile. ¿Integración o autonomía relativa?, en Proposiciones, n.º 15. Santiago: Ediciones Sur.
- (1986) De la generación chilena del '68: omnipotencia, anomia, movimiento social, Proposiciones, n.º 12. Santiago: Ediciones Sur.

### Prensa
- (2020, 5 febrero) Gabriel Salazar: “Lo lógico es que hoy, ciudadanos y militares, deliberemos juntos”, El Desconcierto.
- (2019, 19 diciembre) Gabriel Salazar: "Tenemos que eliminar ya a esta clase política", Interferencia.
- (2019, 28 octubre) Historiador Gabriel Salazar: "El pueblo mestizo del que nadie habla sufre un daño transgeneracional", El Mostrador.
- (2019, 8 octubre) Gabriel Salazar examina dos siglos de armas y política en Chile, La Tercera en línea.
- (2007) Los estudiantes investigan con más libertad que nosotros (entrevista), en Boletín Académico de la Universidad de Chile, n.º 1, Santiago.
- (2004) 30 Octubres después. La izquierda y Miguel, en Rocinante, Vol.7, n.º 72, Santiago.
- (2003) ¿Consenso para la guerra sucia?, en Rocinante, Vol.3, n.º 21, Santiago.
- (1998) El triunfo del intelectual fenicio, en Rocinante, Vol. 1, n.º 2, Santiago.

## Reconocimientos
- 2006 - Premio Nacional de Historia de Chile